# 656

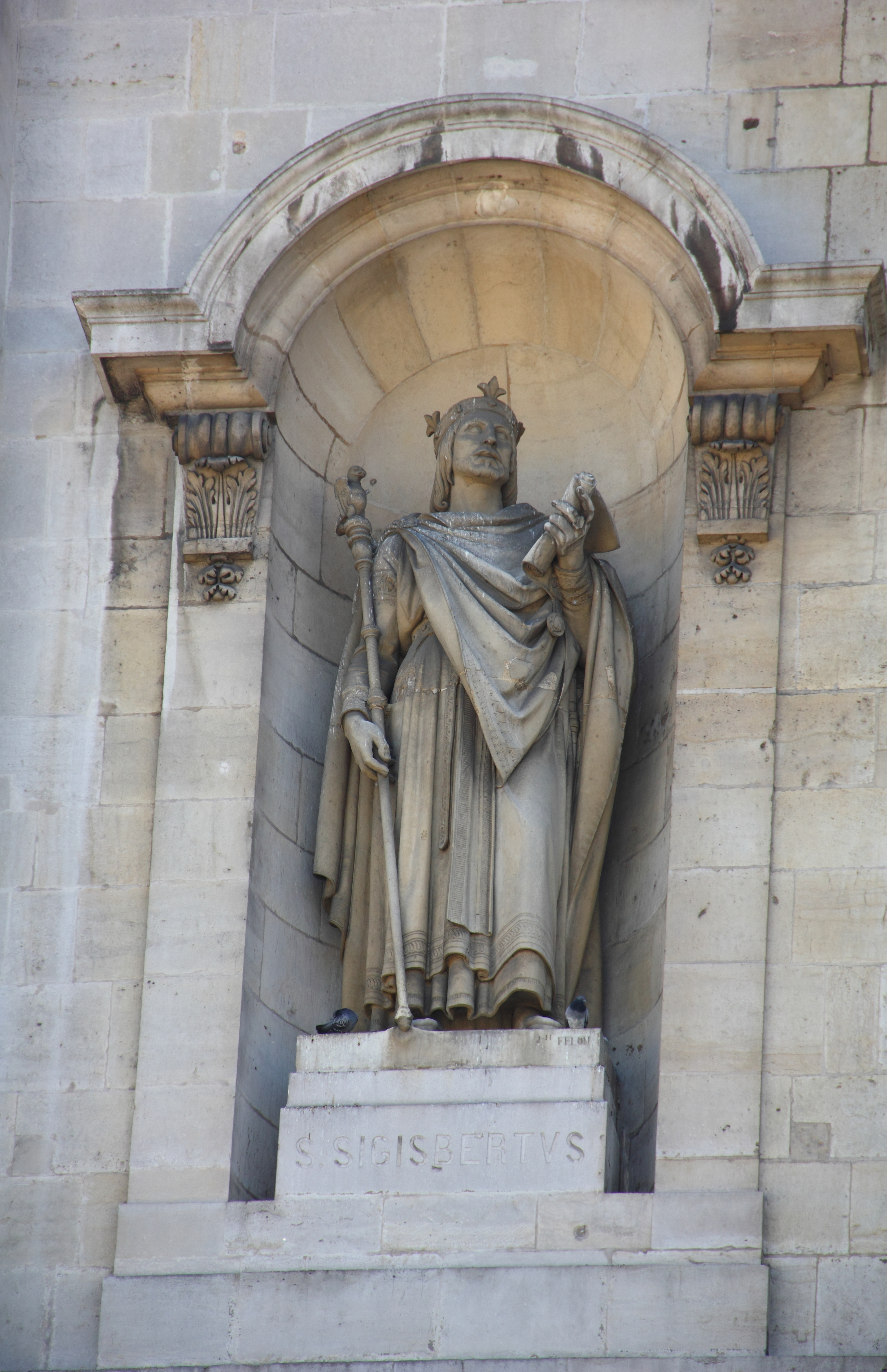
Sigibert III van Austrasië (ca. 630 - 656)

Het jaar 656 is het 56e jaar in de 7e eeuw volgens de christelijke jaartelling.

## Gebeurtenissen

### Brittannië
- Koning Peada van Mercia (Midlands) wordt met pasen vermoord, naar verluidt door de verraderlijke intriges van zijn echtgenote Ealhflæd (dochter van koning Oswiu van Northumbria).

### Europa
- Koning Sigibert III van Austrasië overlijdt in Metz na een regeerperiode van 23 jaar. Hij wordt opgevolgd door zijn wettige zoon Dagobert II ("de Jonge"). Hofmeier Grimoald I verbant Dagobert echter naar een klooster in Ierland en plaatst zijn zoon Childebert de Geadopteerde op de Austrasische troon.

### Arabische Rijk
- Kalief Oethman ibn Affan wordt in Medina (Saoedi-Arabië) door opstandelingen in zijn paleis vermoord. Dit betekent het einde van de eenheid die heerst binnen de islam, zowel op politiek als op religieus gebied. Hij wordt opgevolgd door Ali ibn Aboe Talib, neef en schoonzoon van de profeet Mohammed, deze verplaatst de residentie naar Koefa (huidige Irak).
- Aïsja, weduwe van Mohammed, verzet zich met een groep moslims tegen de benoeming van Ali tot kalief. Hierdoor ontstaat er een 5-jarige burgeroorlog (fitna) tussen soennieten en sjiieten in het Rashidun-kalifaat.

## Religie
- Chlodulf wordt benoemd tot bisschop van Metz. (waarschijnlijke datum)

## Geboren
- Sima Zhen, Chinees geleerde (waarschijnlijke datum)
- Tang Zhongzong (zijn persoonlijke naam was Li Xian) (26 november 656 – 3 juli 710) was een keizer van de Chinese Tang-dynastie. Hij regeerde gedurende twee periodes, zes weken in 684 en nogmaals van 705 tot 710.

## Overleden
- Cynddylan, koning van Powys (Wales)
- Oethman ibn Affan, Arabisch kalief
- Peada, koning van Mercia (Midlands)
- Sigibert III, koning van Austrasië
- Talha ibn Oebeydullah, Arabisch leider
- Theodorus Rsjtoeni, Armeens edelman
- Zubayr ibn al-Awwam, Arabisch leider